# Gastronomie

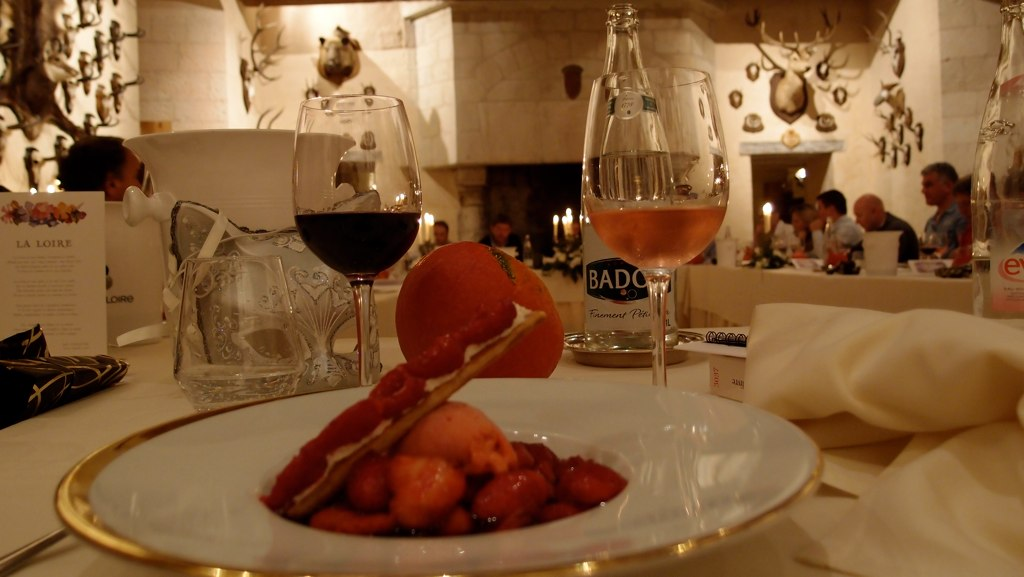
Gastronomie

Die Gastronomie ist jener Teilbereich des Gastgewerbes, der sich mit der Bewirtung von Gästen befasst. Im Gegensatz zu den Gaststätten befriedigt Gastronomie nicht nur die Bedürfnisse Hunger und Durst, sondern auch den kulturellen Bedarf an Erlebnis und Kommunikation. Gastronomie ist eine Sonderform der Gemeinschaftsverpflegung.

## Wortherkunft
Der Internationalismus Gastronomie lässt sich auf die eigentliche Bedeutung ‚Magenkunde‘ (altgriechisch γαστρονομία gastronomía) zurückführen. „Gastronomía“ setzt sich zusammen aus γαστήρ gastḗr, Genitiv γαστρός gastrós (deutsch: „Bauch, Magen“) und der Wortendung -nomia (‚Fachgebiet‘). Ursprünglich wurde es entlehnt aus γαστρολογία gastrología (‚Lehre von der Pflege des Bauches‘).
Einzug in die deutsche Sprache hat der Begriff Gastronomie im 19. Jahrhundert gehalten; er stand für die gehobene Gastronomie oder für die Kochkunst. Die Verbreitung des Begriffs wurde wohl durch die Ähnlichkeit mit dem etymologisch nicht verwandten deutschen Wort Gast begünstigt.

## Arten und Leistungen der Gastronomie
Es gibt verschiedene Arten der Gastronomie, wobei der Schwerpunkt auf verschiedene Leistungen gelegt wird: Bars, Bistros, Hotels, Kneipen, Restaurants, aber auch Imbisshallen und Veranstaltungen bieten Gastronomie an. Unterschieden wird außer zwischen verschiedenen Betriebstypen auch zwischen der Innengastronomie in Gebäuden und der Außengastronomie im Freien.
Eine gastronomische Leistung ist ein Zusammenspiel aus verschiedenen Faktoren:
- Dienstleistung (Bedienung, Zurverfügungstellung der Räumlichkeit)
- Produktleistung (Herstellung der Getränke und Speisen)
- Handelsleistung (An- und Verkauf von Fertigprodukten).[8]

## Konzepte
Aus der traditionellen Gastronomie, welche die Gäste nur mit Speisen und Getränken versorgte, haben sich neue Formen entwickelt. Während den Gast in der Systemgastronomie genau definierte Standards erwarten, stellt die Erlebnisgastronomie zusätzlich Unterhaltung in den Vordergrund. Dies sind unterschiedliche Konzepte, welche sich auf Gebiete spezialisieren wie:
- Erlebnisgastronomie und Eventgastronomie (z. B. Ritteressen, Krimidinner)[9]
- Themenrestaurants (hatten ihren Anfang in den USA, z. B. Hard Rock Cafe, Planet Hollywood)
- Urban Entertainment Center (z. B. in Kinos, Musicals).[10]

## Betriebsarten
Eine weitere Einteilung der Gastronomiebetriebe kann nach ihren hauptsächlichen Betriebsarten erfolgen:
- Verkauf von Speisen (mit Bedienung oder Selbstbedienung),
- Verkauf von Getränken (Ausschank in Wirtschaften, Tanzlokalen, Bars),
- Gemeinschaftsverpflegung Kantinen und Catering.[11]
- Sozialverpflegung (Krankenhäuser, Schulen, Heime etc.)